# Stegastes altus
Stegastes altus és una espècie de peix de la família dels pomacèntrids i de l'ordre dels perciformes que es troba al Japó, Illes Ryukyu, Taiwan i Corea del Sud.
Els mascles poden assolir els 15 cm de longitud total.